# 中津川抗争事件
中津川抗争事件（なかつがわこうそうじけん）とは1961年9月に岐阜県中津川市で起きた暴力団抗争事件を指す。

## 概要
事件当時、岐阜県の「やくざ」は名古屋を中心とした愛知県の「やくざ」の系列化にあった。関東および関西の本格的な進出はこの翌年からであり(岐阜芳浜会の坂東殺しで稲川組の林喜一郎が乗り込んでくるのは1962年)、東海やくざの鎖国時代はまだ継続していた状態とされる。内部ではゴタゴタしても外部には一致結束して事にあたる「東海一家」は警察が把握しているだけでもおよそ7,000人を下らなかった。この中心となっているのが「瀬戸一家」「稲葉地一家」「平野屋一家」などノレンの古い博徒である。中でも事件当時は小林金次が総裁だった瀬戸一家は1991年まで「単一団体としては日本最大の費場所を持つ」とされた大組織である。
事件の起きた中津川市は長野県と接する美濃地区の東部に位置し、かつては美濃路の宿場町として栄え今日でも東濃地区の中核都市の一つとされる。戦後、土地っ子の林純平が「林組」を興し、後に縁があり友人だった諏訪市の博徒滝田健の盃を貰い「信州斉藤一家林組」と改めている。林は「どろ亀」と呼ばれた中京熊屋恵那分家の親分で香具師の田中亀吉が中津川の縄張りを守るのに手を貸して隣の大井(恵那市)に住んでいた田中に代わり中津川の草取りをしていた。
事件は1960年に田中亀吉が引退する事で起きた。引退直前に田中が中津川の縄張りを瀬戸一家へ返した事で、瀬戸一家は正式な使者を林純平へ向かわせ「田中亀吉一代に限り中津川の縄張りを預けてきたため、田中が引退した現在はその中津川の縄張りを返してほしい」と申し出る。草生えになった費場所を体を張って守ってきた林はこの申し出を拒絶し、この結果、恵那まで進駐していた瀬戸一家と林組が対峙する結果となる。当時は中部地方の電力開発によりダム工事が進み、工事関係者を中心に周辺の地域に落ちる金額が増加していた。戦前には地元の一家（当時は根が絶えていた）の縄張りが、やがて瀬戸一家とノリ（合同）で費場所とした経緯もあった。その過程では瀬戸一家の組織力、個々の幹部の戦闘力が伝説となるまでに示された。
東海の雄である瀬戸一家は戦士の集団であり一枚岩の結束を伝統とする。また彼らが動けば「東海一家」が動くのも自明であった。1961年9月に瀬戸一家と林組の間に流血の事態が発生した結果、林組には助っ人として林純平と義兄弟の盃を交わした男たちがあつまり信州斉藤一家の所属する日本国粋会の森田会長も生井一家の人間を現地へ送り込むが、かれらはそこで1日の内に400名以上の人間を現地に送り込む瀬戸一家の実力を目の当たりにする。この事件の概要はおよそ15年後に同地を訪れた藤田五郎が関係者のインタビュー等をまとめた「乱世喧嘩状」で明らかとしている。

## 事件の発端
1961年9月7日の早朝、中央本線中津川駅前の栄町で殺人事件が発生した。殺されたのは32歳の男性であり、現場は小料理屋の店内であった。

## 登場人物
- 八木沢由雄

日本国粋会生井一家の兄ぃで東京赤坂に住む。生井一家親分で国粋会会長の森田政治に「林純平は殺させるな」と命令され70名以上の若い衆を連れ助っ人に向かう。10代半ばで両親を失い不良少年となり新橋松田組の一員として新橋市街戦を戦い、同時に仲間を失った過去がある（後に松田義一の墓を八王子霊園に建てた）。不良同士の喧嘩では大勢の相手でも怯まず、倒れても起き上がる根性からダルマのヨッチャンと呼ばれた。林を説得し関東側に移って貰った後に茶屋坂の林宅を借り集結する瀬戸側の出方を待つ。仲裁のため西に急ぐ並木量次郎大親分に「大人しく様子を見ている男じゃない」と気を揉ませる。30代半ば。
- 橋本寅次郎

隠居であった川島の命により、蒲郡の形ノ原一家総長であったにもかかわらず瀬戸一家を継承した小林総裁を支える元老の一人。豊田市に住む。一度は早川孫三郎（任侠史から抹殺された六代目）が根を枯らした瀬戸一家を、再び隆盛へ導いた川島五郎（六代目）の正式の子分ではなかったが、その没後も恩義を忘れず、心の親と呼んでいる。博打の天才で戦争の責任者であるが仲間を死地に向かわせる事に複雑な思いも抱く。60代の初め。
- 高橋寿々男

名古屋大須の香具師で中京福田一家の親分。子供の頃に母親を亡くしている。父は博徒で刑務所に入っている間は佐久間義一親分の家で育ったため自然と「やくざ」となったが下町の人情で生きてきたため、ものに感じやすい。戦争で捕虜となりシベリアで強制労働をさせられた過去がある。芸術家の岩田信市、原智彦と交際があり、後年、大須大道町人祭を共に興すことになる原智彦によると「テキヤの親分っていうか、独特の雰囲気をもつ親分肌の人だった」とされる。40代。